# Ostara (godin)

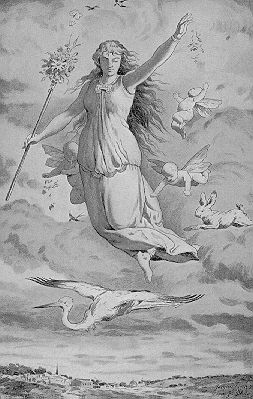
De godin Ostara

Ōstara was volgens de Duitse taal- en letterkundige Jacob Grimm het Oudhoogduitse equivalent van de Germaanse godin van de lente. Deze naam is in het Oudhoogduits niet overgeleverd, maar verondersteld op grond van de door de Angelsaksische monnik en kerkhistoricus Beda genoemde godin Ēostre. Het is allerminst zeker dat deze godin werkelijk heeft bestaan bij de oude Germanen, c.q. dat men in haar bestaan geloofde. Wel werd met de meervoudsvorm van de naam in het Germaans het lentefeest aangeduid, vgl. Oudhoogduits Ōstarūn, Duits Ostern, Oudengels Ēostron, Engels Easter. Een connectie tussen het christelijke paasfeest en de godin kan mogelijk gevonden worden in de teksten van Beda.

## Ēostrae bij Beda
Beda vermeldt in zijn De temporum ratione dat de vierde maand van het jaar in het Oudengels Ēostrae luidt. Hij schrijft dat deze maand vernoemd was naar de godin Ēostrae, die in vroegere tijd in Engeland aanbeden zou zijn. Dit is tevens de enige oude vermelding van deze godin.
Vanuit Beda kan ook de Engelse term Easter teruggeleid worden naar Ēostrae. Bede's 'De Temporum Ratione' uit de achtste eeuw is tot nu toe de enige etymologische bron van het woord 'Easter'. Hij schreef dat Ēosturmōnaþ (Oudengels 'Maand van Ēostre') een Engelse maand was, overeenkomend met april, waarvan hij zegt dat het was vernoemd naar een godin genaamd Ēostre, ter ere van wie feesten werden gevierd in deze maand.

## Ōstara bij Grimm
Op basis van deze vermelding heeft Jacob Grimm het bestaan van een godin Ōstara op het Europese vasteland verondersteld. Ze zou de godin van leven en vruchtbaarheid zijn geweest. Hij vond daarvoor een aanknopingspunt in de Vita Karoli Magni van Einhard, waar als door Karel de Grote verordonneerde naam voor april ostarmanoth wordt genoemd. Geen van de andere maandnamen verwijst daar echter naar een god of godin en het is niet duidelijk of ostar- hier wel naar een godin verwijst.

## Etymologie
De woorden Ōstarūn en Ēostron en hun moderne equivalenten Ostern en Easter hebben dezelfde oorsprong, en zijn afgeleid van het Oergermaanse woord voor het oosten. Al deze vormen gaan terug op Oergermaans *austrōn-, dat zelf nauw verwant is met het Litouwse woord voor dageraad, aušrà. Vanuit taalkundig oogpunt lijkt het lentefeest dus vernoemd naar het opkomen of terugkeren van de zon.

## Andere mythologieën
Ostara heeft enkele equivalenten in andere mythologieën.
| Mythologie                | Godin   |
| Etruskische mythologie    | Thesan  |
| Griekse mythologie        | Eos     |
| Hindoeïstische mythologie | Usha    |
| Romeinse mythologie       | Aurora  |
| Baltische mythologie      | Ausrine |
| Slavische mythologie      | Oesja   |